# Фотев, Христо
Христо Константинов Фотев (болг. Христо Константинов Фотев; 25 марта 1934, Стамбул — 27 июля 2002, София) — болгарский поэт, драматург.

## Биография
Родился 25 марта 1934 года в Стамбуле.
В 1940 году его семья переехала в Бургас, в анклав Халифа — окрестности беженцев. Он начал начальное образование в школе «Доктор Петр Берон» в Бургасе, а затем отправился в ремесленное училище при заводе в Сливене, которое окончил в 1951 году. Пытался поступить в Академию художеств, но не сдал экзамены. Провел восемь месяцев в качестве моряка на рыболовном судне, а затем прекратил свою военную службу.
С 1957 года был художником на росписи в доме «Украс» в Ямболе. Два года спустя прекратил свою работу в отделке и стал редактором многостраничного журнала «Чёрное море».
Его первая коллекция стихов «Балладные путешествия» была опубликована в 1961 году, а в следующем году он стал членом Союза болгарских писателей. Через год после публикации «Балладных путешествий» он стал драматургом в театре Бургаса «Адриана Будевская». С 1964 года, более четверти века, Христо Фотев был творческим секретарём Союза болгарских писателей.
После почти десяти лет молчания в 1978 году поэт опубликовал «Обещание поэзии». В 1981 году он опубликовал две сборники стихов: «Литургия дельфинов» и «Память о жизни». Три года спустя он собрал свои избранные стихи в «Словесный пейзаж». В 1989 году была опубликована его коллекция стихов «Венецианская ночь».
С 1990 года он является главным редактором альманаха «Море» в Бургасе и остаётся им до конца 1992 года. В 1994 году Фотев снова стал драматургом в театре «Адриана Будевская» в Бургасе.
Умер 27 июля 2002 года в Софии.

## Отзывы современников
Стефан Цанев назвал его автором «чистой поэзии в болгарской литературе». Уже со своими первыми книгами Фотев признан феноменом, доказательством которого являются его «Балладные путешествия», «Лирика», «Сентиментальные посвящения» и «Порт». Среди шедевров болгарской любовной лирики — поэма Фотева «Как хороша ты!». Море является центральным философским и поэтическим символом в его лирике.